# Pandémie de Covid-19 dans les Visayas centrales
- 500–999 cas confirmés
- 100–499 cas confirmés
- 50–99 cas confirmés
- 10–49 cas confirmés
- 1–9 cas confirmés

Le virus a atteint la région des Visayas centrales aux Philippines le 5 février 2020, lorsque le premier cas de la maladie a été confirmé à Bohol. Au 24 janvier 2021, il y avait 28 924 cas dans les Visayas centrales avec 1 432 décès et 25 710 guérisons. Cebu, qui compte 10 487 cas confirmés, a enregistré 668 décès et 9 583 guérisons.

## Chronologie
Les deux premiers cas confirmés aux Philippines étaient des touristes chinois admis dans un hôpital de la région de Grand Manille, tous deux ayant voyagé à Dumaguete et Cebu. Le premier cas enregistré dans les Visayas centrales, et le troisième cas dans l'ensemble du pays, a été confirmé le 5 février 2020. Il s'agissait d'une femme de 60 ans qui avait déjà guéri de la maladie au moment de l'annonce et avait déjà été autorisée à rentrer en Chine le 31 janvier. La femme, originaire de Wuhan en Chine, a voyagé brièvement dans les provinces de Cebu et de Bohol. Elle a ensuite été admise dans un hôpital privé de Tagbilaran le 22 janvier. Les échantillons prélevés sur la patiente le 24 janvier se sont révélés négatifs pour la Covid-19 mais un deuxième test effectué, cette fois sur des échantillons prélevés la veille, s'est révélé positif. Aucun nouveau cas n'a été signalé à Bohol.
Les premiers cas ont été confirmés dans les provinces de Negros oriental  et de Cebu  les 11 et 18 mars respectivement.
À partir de la fin avril, il y a eu une vague de cas confirmés à Cebu, en particulier dans les zones urbaines pauvres à forte densité de population, entraînant un confinement massif des résidents,,. Au 30 avril, il y avait 312 cas confirmés parmi la population de la seule prison de la ville de Cebu. Au 3 mai, il y avait un total de 990 cas confirmés dans l'ensemble de la région des Visayas centrales, dont la plupart diagnostiqués à Cebu (875 cas). Le 8 mai, une autre zone densément peuplée de plus de 5 000 occupants sans papiers a été mise en quarantaine avec 539 cas. Le même jour a également ajouté 1 388 cas à la ville de Cebu.
Cebu est brièvement devenue la ville philippine avec le plus grand nombre de cas de Covid-19 le 10 mai avec 1 571 cas, dépassant Quezon City, qui comptait 1 558 cas à ce moment-là.
Après des mois sans aucun rapport de cas, Bohol a confirmé son deuxième cas le 13 mai. Il s'agissait d'un travailleur philippin étranger rapatrié de l'étranger dans la province.
Cebu et trois de ses villes indépendantes associées sont restées sous quarantaine communautaire renforcée (QCR) le 1er mai. Le 16 mai, Cebu City et Mandaue sont restées sous QCR alors que huit autres zones du pays ont été placées sous QCR modifiée et le reste du pays sous quarantaine communautaire générale (QCG). La QCR a été prolongée pour tout le mois de juin et s'est terminée le 15 juillet,.
Le 27 juin, une procession religieuse et une fête ont eu lieu à Sitio Alumnos, Barangay Basak San Nicholas, malgré la quarantaine communautaire renforcée,. 14 fonctionnaires ont été convoqués par les autorités pour cette violation flagrante des protocoles de quarantaine,,,.
Le lendemain, le 28 juin, une fête indépendante distincte a eu lieu dans le barangay de Calamba. Des vidéos et des photos ayant fuité montraient un groupe de personnes dansant sur un terrain de basket en buvant de l'alcool. Depuis que la quarantaine est entrée en vigueur en mars dernier, les rassemblements tels que les fêtes et la consommation d'alcool étaient interdits. 19 personnes ont été accusées d'avoir enfreint les protocoles de quarantaine et de distanciation sociale tandis que le capitaine du barangay a été convoqué par le Ministère de l’Intérieur et des collectivités locales pour expliquer comment cet événement a réussi à avoir lieu,,,,.
Siquijor est devenue la dernière province des Visayas centrales à enregistrer son premier cas. Ses deux premiers cas, celui des rapatriés de la région de Grand Manille, ont été annoncés le 2 août.
Le 7 septembre, le Ministère de la santé a annoncé que les Visayas centrales avaient commencé à stabiliser la courbe des contaminations.
Le 2 octobre, Siquijor a enregistré son quatrième cas d'un individu localement bloqué.
Vers les deux premières semaines d'octobre, avec la tendance à la baisse des nouveaux cas à Cebu, les responsables de la santé ont déclaré que l'immunité collective avait peut-être été obtenue,.

## Réactions

### Gouvernement local

#### Cebu

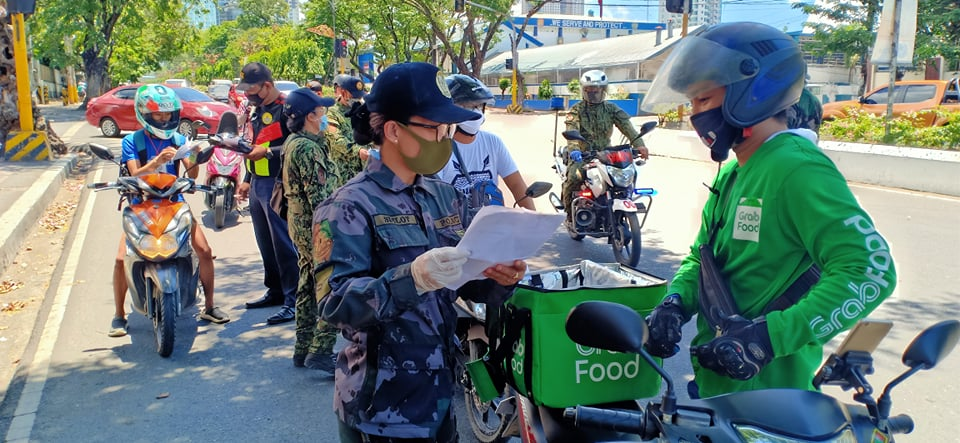
La police vérifie les documents qui leur sont présentés par les chauffeurs à un point de contrôle de la ville de Cebu.

Le 13 mars, les maires de Cebu, Mandaue et Lapu-Lapu ont suspendu les cours à tous les niveaux pour les écoles privées et publiques à titre préventif contre la propagation du virus. La suspension des cours à Cebu et Lapu-Lapu était prévue jusqu'au 28 mars. Cependant, les écoles étaient tenues de mettre en œuvre des mesures d'enseignement à distance .
Le 15 mars, le gouverneur de Cebu, Gwendolyn Garcia, a annoncé l'imposition d'un couvre-feu provincial à partir de 10h du soir à 5h le lendemain matin. Garcia a également annoncé que l'aéroport international de Mactan-Cebu et le port de Cebu suspendraient toutes les arrivées et tous les départs de voyages des passagers intérieurs à compter du 17 mars. Elle a ajouté que les résidents de Cebu seraient toujours autorisés à quitter la province insulaire, mais qu'ils ne seraient autorisés à rentrer qu'après 30 jours. Le même jour, le maire de la ville de Cebu, Edgardo Labella, a placé la ville sous une quarantaine communautaire générale du 16 mars au 14 avril ; dans le cadre de la quarantaine, des points de contrôle sanitaire ont été établis dans les 11 points d'entrée de la ville, la suspension des cours dans la ville a été prolongée jusqu'au 14 avril et une semaine de travail de quatre jours était prévue pour les employés du gouvernement de la ville à partir de 8h à 18h du soir.
Le 16 mars, à la suite de l'imposition d'une quarantaine communautaire générale à Cebu, le maire Labella a publié un décret interdisant la vente, la distribution et la consommation de boissons alcoolisées dans tous les lieux publics
Le 19 mars, le maire Labella a ordonné la fermeture temporaire de tous les établissements commerciaux de la ville, y compris tous les centres commerciaux et le complexe sportif de Cebu mais à l'exclusion des établissements fournissant des biens et services essentiels, jusqu'à la fin de la quarantaine communautaire générale.
Le 25 mars, le gouverneur Garcia a signé le décret n° 5-N plaçant toute la province de Cebu sous quarantaine communautaire renforcée à partir du 27 mars. À la suite de cette décision, les transports publics de masse ont été suspendus et les déplacements terrestres et maritimes limités.
Le 8 avril, le maire de Lapu Lapu, Junard « Ahong » Chan, a publié un décret prolongeant la mise en œuvre de la quarantaine communautaire renforcée (QCR) jusqu'au 28 avril 2020.
Le 14 avril, le maire de Cebu, Edgardo Labella, a prolongé la quarantaine communautaire renforcée (QCR) pour la ville jusqu'au 28 avril 2020. Le 16 avril, à la suite de soupçons d'infection du barangay entier, deux véhicules blindés de transport de troupes de l'armée philippine ont été déployés pour garder les entrées et les sorties de Sitio Zapatera, qui abrite 10 000 habitants, pour la plupart des occupants illégaux.
Une initiative privée appelée « Bayanihan Cebu PH » a mis en place des installations de quarantaine, connues sous le nom de Centre de recherche du Bayanihan pour les patients Covid-19 à Cebu, qui doivent être gérées par le centre de recherche des Visayas centrales du ministère de la Santé. Les deux premiers centres ont été installés au Centre des congrès IC3 et au campus satellite de la Sacred Heart School-Ateneo de Cebu.
En raison de l'augmentation des cas à Cebu malgré le QCR, des mesures plus sévères ont été adoptées. Le 22 juin, le président Duterte a ordonné à Roy Cimatu, secrétaire du ministère de l'Environnement et des Ressources naturelles, de diriger et de superviser la réponse à la Covid-19,. Soutenus par des soldats de l'armée philippine, des membres de la Force d'action spéciale de la police nationale philippine et des véhicules blindés, des patrouilles ont été effectuées dans des zones où il y avait de nombreux cas ou des violations de la quarantaine signalées telles qu'à Barangay Luz, Barangay Alaska Mambaling, Barangay Calamba, et Barangay San Nicholas. Les responsables de l'Inter-Agency Task Force on Emerging Infectious Diseases (IATF) ont également mené des études aériennes de Cebu en collaboration avec l'armée de l'air philippine,.

#### Bohol

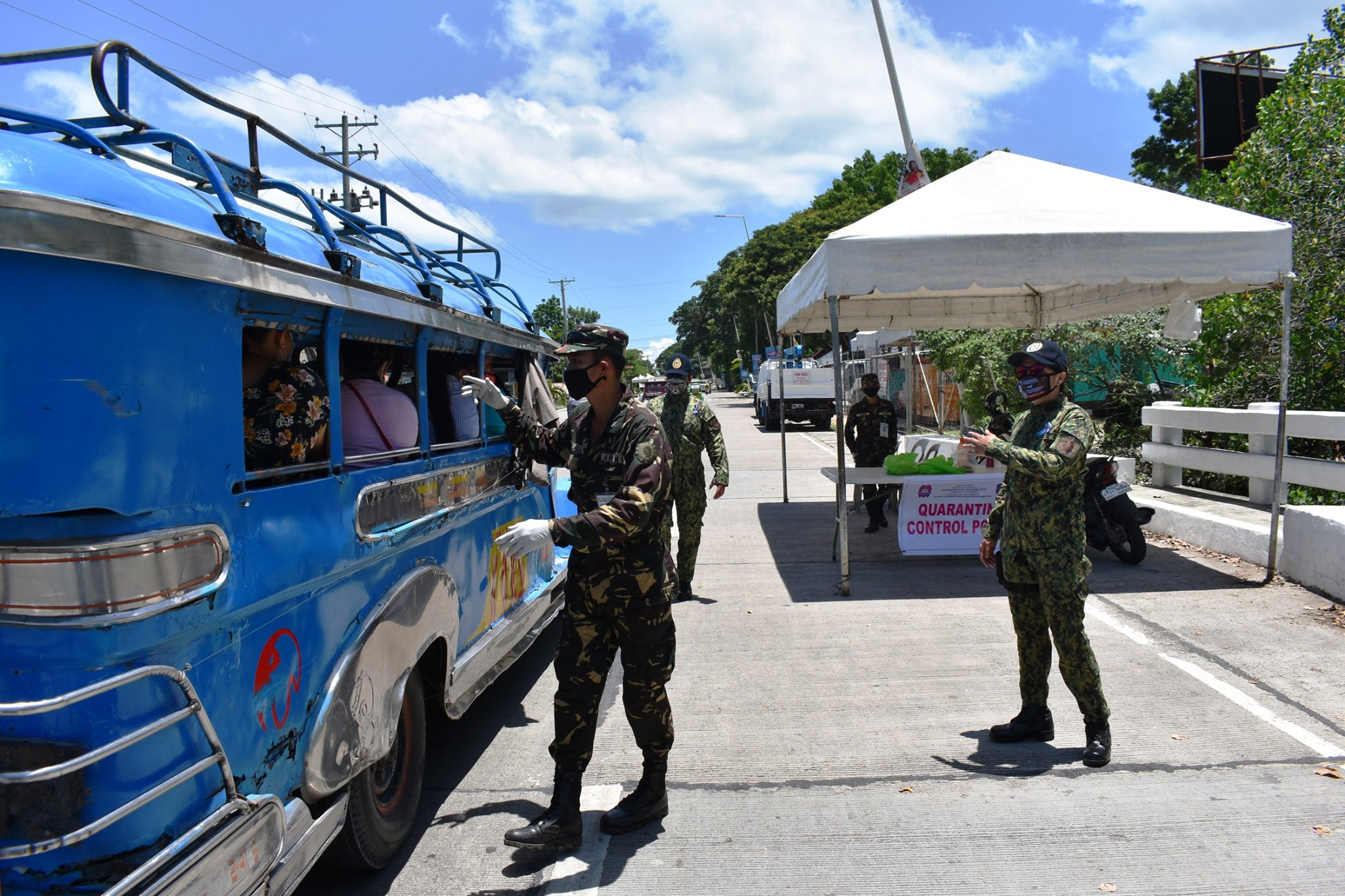
Des agents de police à Bohol vérifient les passagers d'un jeepney passant par un point de contrôle de quarantaine.

Le 16 mars 2020, la quarantaine communautaire de Bohol a commencé. Le gouverneur Arthur Yap a annoncé qu'elle serait effective jusqu'au 12 avril. Un couvre-feu provincial de 21h jusqu'à 5h a été instauré.
Le 7 avril 2020, l'administratrice provinciale Kathyrin Pioquinto décide de prolonger la quarantaine communautaire renforcée (QCR) jusqu'au 30 avril 2020.

#### Negros Oriental

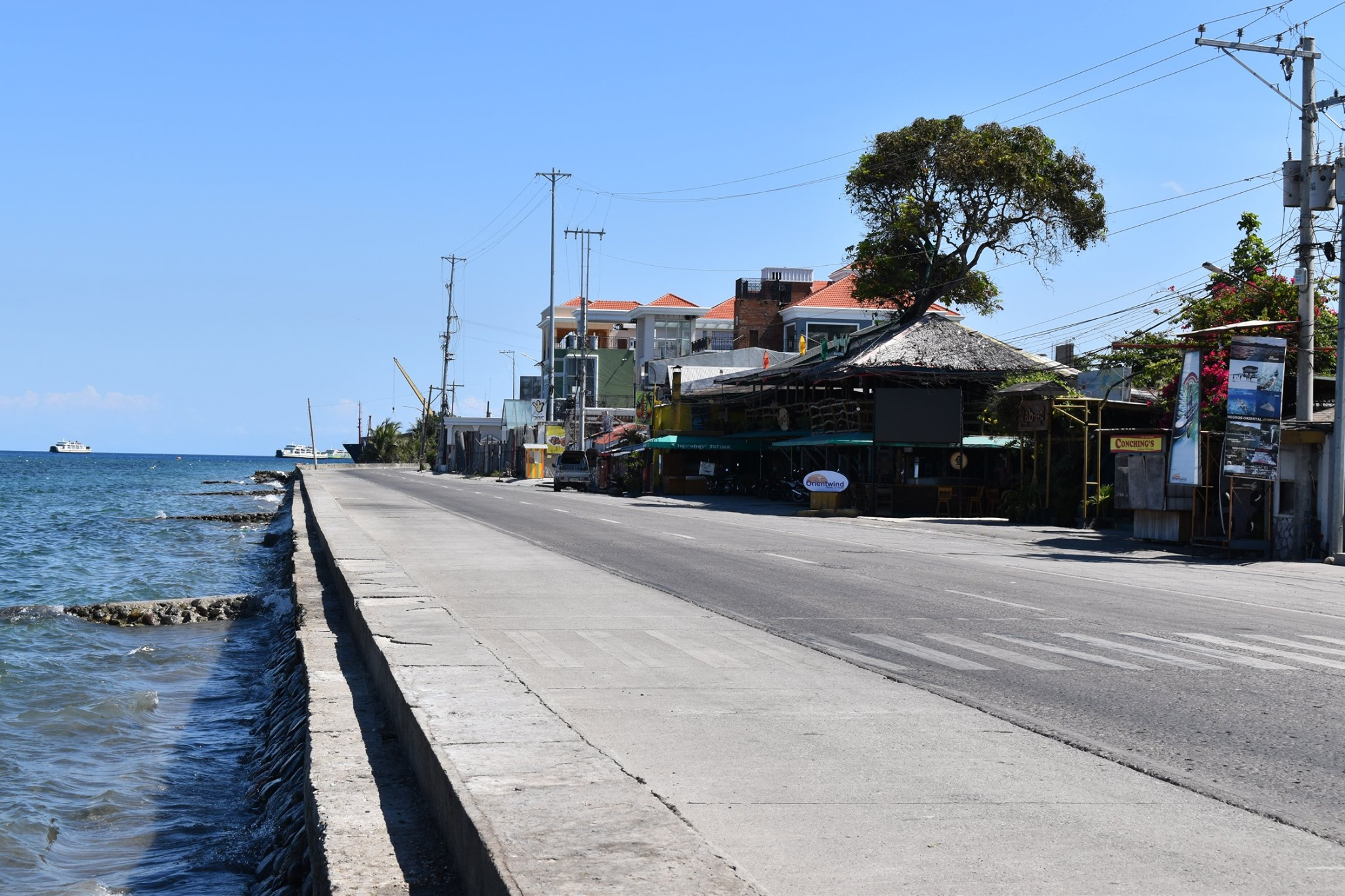
Une rue vide à Dumaguete le 14 avril, lorsque la ville était sous QCR.

Le 31 mars, le gouverneur du Negros oriental, Roel Degamo, a signé un décret plaçant toute la province sous quarantaine communautaire renforcée du 3 au 18 avril. En vertu de cette ordonnance, les résidents doivent rester chez eux, les heures d'ouverture de certains établissements sont limitées, les transports en commun suspendus et les déplacements terrestres et maritimes restreints.

## Sports
La saison 2020 de la ligue collégiale multisports Cebu Schools Athletic Foundation, Inc. a été annulée.